# Montsecret-Clairefougère
Montsecret-Clairefougère – gmina we Francji, w regionie Normandia, w departamencie Orne. W 2013 roku liczba ludności wynosiła 693 mieszkańców. 
Gmina została utworzona 1 stycznia 2015 roku z połączenia dwóch ówczesnych gmin: Clairefougère oraz Montsecret. Siedzibą gminy została miejscowość Montsecret.